# Marie Matiko
Marie Matiko é uma famosa atriz neozelandesa.
Tem ancestrais chineses, japoneses e filipinos. Estudou engenharia na UCLA. Criou uma escola de arte chamada Vivace junto ao ator Ariel Felix, situada em Los Angeles.